# Відкритий чемпіонат Австралії з тенісу 2001
Відкритий чемпіонат Австралії з тенісу 2001 — тенісний турнір, що проходив між 15 січня та 28 січня 2001 року на кортах Мельбурн-Парку в Мельбурні, Австралія. Це — 89-ий чемпіонат Австралії з тенісу і перший турнір Великого шолома в 2001 році. Турнір входив до програм ATP та WTA турів.

## Результати фінальних матчів

### Дорослі
| Одиночний розряд. Чоловіки    |                                 |                    |
| Андре Агассі                  | Арно Клеман                     | 6–4, 6–2, 6–2      |
|                               |                                 |                    |
| Одиночний розряд. Жінки       |                                 |                    |
| Дженніфер Капріаті            | Мартіна Хінгіс                  | 6–4, 6–3           |
|                               |                                 |                    |
| Парний розряд. Чоловіки       |                                 |                    |
| Йонас Бйоркман Тодд Вудбрідж  | Байрон Блек Давід Пріносіл      | 6–1, 5–7, 6–4, 6–4 |
|                               |                                 |                    |
| Парний розряд. Жінки          |                                 |                    |
| Серена Вільямс Вінус Вільямс  | Ліндсі Девенпорт Коріна Мораріу | 6–2, 2–6, 6–4      |
|                               |                                 |                    |
| Мікст                         |                                 |                    |
| Коріна Мораріу Елліс Феррейра | Барбара Шетт Джошуа Ігл         | 6–1, 6–3           |
|                               |                                 |                    |

### Юніори
| Одиночний розряд. Хлопці          |                                     |                     |
| Янко Типсаревич                   | Ван Юцу                             | 3–6, 7–5, 6–0       |
|                                   |                                     |                     |
| Одиночний розряд. Дівчата         |                                     |                     |
| Єлена Янкович                     | Софія Арвідссон                     | 6–2, 6–1            |
|                                   |                                     |                     |
| Парний розряд. Хлопці             |                                     |                     |
| Ітай Абугзір Луціоно Вітулло      | Франк Данцевич Джованні Лапенті     | 6–4, 7–6 (7–5)      |
|                                   |                                     |                     |
| Парний розряд. Дівчата            |                                     |                     |
| Петра Цетковська Барбора Стрицова | Ганна Бастрикова Світлана Кузнецова | 7–6 (7–3), 1–6, 6–4 |
|                                   |                                     |                     |